# آنیتا هیس
آنیتا ماریان هیس (به انگلیسی: Anita Marianne Heiss) نویسنده، شاعر، فعال فرهنگی و مفسر اجتماعی استرالیایی است کارهای وی شامل کتاب‌های غیر داستانی، داستان‌های تاریخی، حقوق زنان، شعر، تفسیر اجتماعی و مقالات سفر است. او میهمان دائمی در جشنواره‌های نویسندگان است و برای ارائه کارهای خود و سخنرانی در زمینه ادبیات بومی استرالیا به کشورهای دیگر سفر می‌کند. هیس مدافع سوادآموزی و ادبیات بومی است و نوشته‌های متعددی در این زمینه برای بزرگسالان و کودکان تهیه کرده‌است. او عضو هیئت مدیره آکادمی ملی ورزش بومیان جزیره استرالیا، و حامی مرکز ملی تعالی و سوادآموزی بومیان است.
هیس استاد ارتباطات در دانشگاه کوئینزلند و استاد الحاقی در خانه یادگیری بومی جومبونا در دانشگاه فناوری سیدنی است.

## زندگی‌نامه
هیس عضوی از قبیله ویرادجوری در مرکز نیو ساوت ولز است. وی در سال ۱۹۶۸ در سیدنی متولد شد. مادر او السی هیس (موسوم به ویلیامز) در کاورا متولد شد. پدرش جوزف هیس در سنت مایکل در، سالزبورگ اتریش به دنیا آمد.
هیس در کالج سنت کلار، واورلی و سپس دانشگاه نیو ساوت ولز تحصیل کرد و در آنجا لیسانس تاریخ خود را در سال ۱۹۹۱ به پایان رساند. وی دکترای خود را در رشته ارتباطات و رسانه در دانشگاه سیدنی غربی در سال ۲۰۰۰ دریافت کرد.
هایس بیشتر عمرش را در سیدنی زندگی کرده و در حال حاضر در بریزبن، کوئینزلند اقامت دارد.

## کتاب‌ها
کتاب شعر نژادپرست نیستم اما به نژادپرستی در میان سفیدپوستان استرالیایی و تبعیض علیه بومیان استرالیا در جامعه استرالیا می‌پردازد.